# Hassel (Weser)
Hassel (Weser) è un comune di 1.870 abitanti della Bassa Sassonia, in Germania.
Appartiene al circondario (Landkreis) di Nienburg (Weser) (targa NI) ed è parte della comunità amministrativa (Samtgemeinde) di Eystrup.